# Чугуновка (Харьковская область)
Чугуно́вка (укр. Чугунівка) — село в Ольховатской сельской общине Купянского района Харьковской области Украины.

## Географическое положение
Село Чугуновка находится на правом берегу реки Козинка на границе с Россией, в балке Чугуновский Яр, по которой протекает пересыхающий ручей, ниже по течению примыкает село Меловое, на противоположном берегу село Бутырки (Россия).
Через село проходит автомобильная дорога Т-2104.По состоянию на 01.07.2020 года население села составляет 85 человек. На территории села есть фельдшерско-акушерский пункт, магазин, вышка сотовой связи. Из производственных помещений бывшего колхоза «Родина» осталось только здание мехмастерской.

## История
- 1799 — дата основания.
- В ходе Великой Отечественной войны в 1941—1943 гг. селение находилось под немецкой оккупацией.
- После провозглашения независимости Украины здесь был оборудован автомобильный таможенный пост «Чугуновка» Харьковской таможни[1], который находится в зоне ответственности Харьковского пограничного отряда Восточного регионального управления ГПСУ[2].
- Население по переписи 2001 года составляло 169 человек.
- До 17 июля 2020 года село находилось в Меловском сельском совете Великобурлукского района Харьковской области.

## Экономика
- В селе нет животноводческих ферм. Несколько жителей села обрабатывают свои земельные паи самостоятельно. Большую часть паёв арендует ЧП « Джерело».

## Объекты социальной сферы
- Фельдшерско-акушерский пункт.
- Магазин.

## Достопримечательности
На территории села на местном кладбище похоронен Лыков Дмитрий Трофимович — полный кавалер Ордена Славы.